# Werner Greunuss
Werner Greunuss (ur. 20 lutego 1908, zm. ?) – zbrodniarz hitlerowski, lekarz w obozie koncentracyjnym Buchenwald i SS-Untersturmführer.
Doktor medycyny i członek SS. Służbę w Buchenwaldzie rozpoczął w listopadzie 1944 roku w obozie głównym jako lekarz oddziałowy. 1 stycznia 1945 roku przeniesiono go na stanowisko lekarza w podobozie Ohrdruf, gdzie pozostał do 2 kwietnia 1945. Greunuss był współodpowiedzialny za warunki panujące w szpitalu podobozu, w którym dziennie umierało od 10 do 15 więźniów.
Po zakończeniu wojny Werner Greunuss zasiadł na ławie oskarżonych w procesie załogi Buchenwaldu przed amerykańskim Trybunałem Wojskowym w Dachau i skazany został na dożywocie. Wyrok zamieniono jednak na 20 lat pozbawienia wolności. Zbiegł z więzienia dla zbrodniarzy wojennych w Landsbergu 21 maja 1949 roku. O dalszych losach Greunussa nic nie wiadomo.